# 鈴木漠
鈴木 漠（すずき ばく、本名：鈴木 鉄治郎、1936年（昭和11年）10月12日 - ）は、日本の詩人。徳島県徳島市出身。

## 経歴
徳島県徳島市に生まれ、戦時疎開により剣山の麓、かずら橋と落人伝説で知られる祖谷郷に幼少年時を過ごす。1957年（昭和32年）に神戸市に移り海運会社に奉職した。1959年（昭和34年）に岡田兆功、平岡史郎、藤村壮と共に詩誌「海」を創刊。
1980年（昭和55年）に詩集『投影風雅』で第14回日本詩人クラブ賞を受賞し、1989年（平成元年）に連句集『海市帖』で第2回連句協会推薦図書表彰、1994年（平成6年）に第18回井植文化賞受賞、2002年（平成14年）に第28回徳島県文化賞を受賞。

## 作品

### 詩集
- 『星と破船』濁流会、1958年。
- 『魚の口』海の会、1963年。
- 『車輪』海の会、1967年。
- 『二重母音』海の会、1973年。
- 『鈴木漠詩集』審美社〈審美文庫13〉、1973年。
- 『風景論』書肆季節社、1977年。
- 『火』書肆季節社、1977年。
- 『投影風雅』書肆季節社、1980年。
- 『抽象』書肆季節社、1983年。
- 『妹背』書肆季節社、1986年。
- 『海幸』書肆季節社、1991年。
- 『色彩論』書肆季節社、1993年。
- 『続鈴木漠詩集』審美社〈審美文庫35〉、1997年。
- 『変容』編集工房ノア、1998年。
- 『鈴木漠詩集』思潮社〈現代詩文庫162〉、2001年。ISBN 9784783709336。
- 『言葉は柱』編集工房ノア、2004年。ISBN 9784892715617。
- 『遊戯論』編集工房ノア、2011年。ISBN 9784892711893。

### 連句集
- 『壺中天』書肆季節社、1983年。
- 『海市帖』書肆季節社、1989年。
- 『虹彩帖』書肆季節社、1993年。
- 『青藍帖』徳島連句懇話会、1997年。
- 『風餐帖』編集工房ノア、1997年。
- 『露滴抄』編集工房ノア、1999年。
- 『飛光抄』編集工房ノア、2001年。
- 『花神帖』編集工房ノア、2003年。
- 『轣轆帖』編集工房ノア、2011年。ISBN 9784892717154。
- 『虚心』編集工房ノア、2012年。
- 『滅紫帖』編集工房ノア、2014年。ISBN 9784892717635。
- 『連句茶話』編集工房ノア、2016年。ISBN 9784892712517。

## 受賞
- 第14回日本詩人クラブ賞（1980年）
- 第2回連句協会推薦図書表彰（1989年）
- 第18回井植文化賞文化芸術部門（1994年）
- 第28回徳島県文化賞（2002年）